# Cạnh tranh giữa Djokovic và Nadal
Cuộc đối đầu trong quần vợt giữa Novak Djokovic và Rafael Nadal là cuộc cạnh tranh khốc liệt nhất của quần vợt nam trong Kỷ nguyên Mở. Nó được nhiều tay vợt, huấn luyện viên, và chuyên gia coi là một trong những cuộc đối đầu vĩ đại nhất trong lịch sử môn quần vợt. Cả hai đã so tài ít nhất một trận đấu chuyên nghiệp mỗi năm từ năm 2006 đến năm 2022, và năm 2024. Về mặt thống kê, Nadal và Djokovic là hai trong số những tay vợt nam thành công nhất trong lịch sử của môn thể thao này.
Hai tay vợt đã đối đầu với nhau 60 lần, bao gồm cả bốn trận chung kết Grand Slam, với Djokovic dẫn trước 31–29 tổng thể. Djokovic dẫn trước 15–13 trong các trận chung kết ở mọi cấp độ, trong khi Nadal dẫn trước 11–7 ở các giải Grand Slam, bao gồm 5–4 trong các trận chung kết Grand Slam. Nadal dẫn trước 8–2 tại French Open và 2–1 tại US Open, trong khi Djokovic dẫn trước 2–1 tại Wimbledon và 2–0 tại Australian Open. Djokovic là tay vợt duy nhất đã đánh bại Nadal ở cả bốn giải Grand Slam. Anh cũng có thành tích dẫn trước 2–1 trong các trận đấu kéo dài năm set.
Trong số 60 lần chạm trán, 27 trận đấu diễn ra trên mặt sân cứng với Djokovic dẫn trước 20–7, 29 trận trên mặt sân đất nện với Nadal dẫn trước 20–9, và 4 trận trên mặt sân cỏ với thành tích cân bằng 2–2.
Lần chạm trán đầu tiên diễn ra ở vòng tứ kết tại Giải quần vợt Pháp Mở rộng 2006, nơi Nadal giành chiến thắng sau khi Djokovic bỏ cuộc vì chấn thương; Djokovic sau đó đã chia sẻ với giới truyền thông rằng anh hiểu mình cần phải làm gì để đánh bại Nadal và rằng Nadal "có thể bị đánh bại trên sân đất nện". Từ năm 2006 đến năm 2009, cuộc đối đầu này đã bị lu mờ bởi sự cạnh tranh giữa Federer và Nadal. Nó bắt đầu trở nên nổi bật hơn khi hai tay vợt tranh tài trong trận chung kết Grand Slam đầu tiên tại Giải quần vợt Mỹ Mở rộng 2010. Từ tháng 3 năm 2011 đến tháng 4 năm 2013, hai tay vợt này đã chạm trán trong mười một trận chung kết liên tiếp, với Djokovic giành tám chiến thắng Nadal thắng ba trận, trở thành bộ đôi duy nhất đạt được thành tích này trong Kỷ nguyên Mở. Đây là một trong hai cuộc cạnh tranh của quần vợt nam (cuộc cạnh tranh còn lại là giữa Djokovic và Murray) đã diễn ra trong trận chung kết của cả bốn giải Grand Slam, bao gồm bốn trận chung kết liên tiếp vào năm 2011–12, và 29 trận Masters. Chỉ riêng cuộc đối đầu giữa hai tay vợt tại Giải quần vợt Pháp Mở rộng đã bao gồm mười trận đấu, một kỷ lục về số lần chạm trán giữa hai tay vợt tại một giải đấu trong Kỷ nguyên Mở.
Một số trận đấu giữa hai tay vợt được coi là kinh điển và nằm trong số những trận đấu hay nhất mọi thời đại bao gồm trận bán kết Madrid Masters 2009, trận chung kết Miami Masters 2011, trận chung kết Giải quần vợt Úc Mở rộng 2012, trận bán kết Giải quần vợt Pháp Mở rộng 2013, trận bán kết Wimbledon 2018, và trận bán kết Giải quần vợt Pháp Mở rộng 2021. Trong đó, trận chung kết Úc Mở rộng 2012 được ca ngợi là trận đấu hay nhất từng được diễn ra bởi một số chuyên gia quần vợt, nhà phân tích, cựu tay vợt và huyền thoại của môn thể thao này. Trận chung kết Úc Mở rộng 2012 và trận bán kết Pháp Mở rộng 2013 đôi khi được coi là trận đấu hay nhất mọi thời đại trên sân cứng và sân đất nện. ATP Tour đã xếp cuộc cạnh tranh này là cuộc cạnh tranh hay thứ ba của thập niên 2000, mặc dù chỉ bắt đầu vào năm 2006.
Trận đấu đầu tiên giữa hai tay vợt diễn ra tại Giải quần vợt Pháp Mở rộng 2006, với Nadal là người giành chiến thắng. Trận đấu cuối cùng diễn ra tại Thế vận hội Paris 2024, với Djokovic giành chiến thắng sau hai set.

## Lịch sử

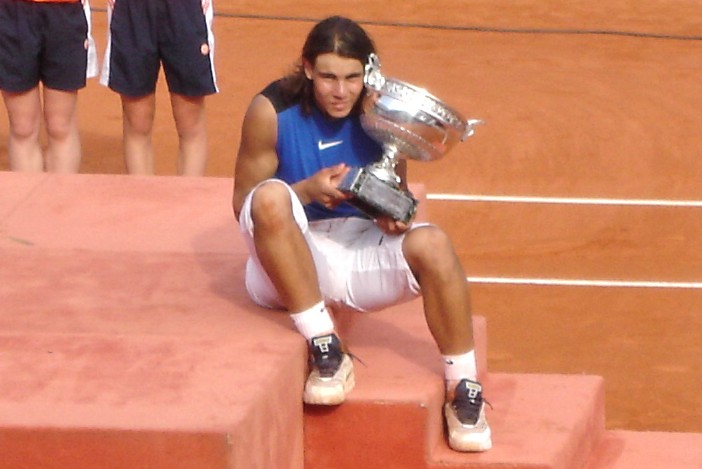
Nadal trên bục nhận giải sau khi giành chức vô địch tại Giải quần vợt Pháp Mở rộng 2006, danh hiệu Grand Slam thứ hai của anh.

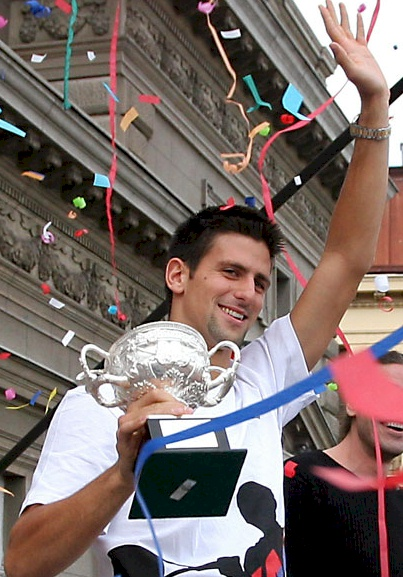
Djokovic ăn mừng ở Belgrade sau khi giành danh hiệu Grand Slam đầu tiên vào năm 2008.

### 2006
Cuộc đụng độ đầu tiên giữa hai tay vợt là tại vòng tứ kết ở Giải quần vợt Pháp Mở rộng. Chiến thắng đã thuộc về Nadal sau khi Djokovic bỏ cuộc khi Nadal đã thắng hai set đầu.

### 2007
Năm 2007, cả hai gặp nhau bảy lần, Nadal thắng năm trong số đó.
Lần chạm trán đầu tiên diễn ra ở trận chung kết Indian Wells Masters. Đây là trận chung kết Masters đầu tiên của Djokovic's trong khi Nadal có cơ hội giành danh hiệu thứ 7 trong sự nghiệp. Nadal là người đã giành chiến thắng. Tuy nhiên, Djokovic đã phục thù vào tuần sau đó, đánh bại Nadal lần đầu tiên ở vòng tứ kết Miami Masters.
Cả hai gặp nhau hai lần trong mùa giải sân đất nện mùa hè, với Nadal tiếp tục duy trì sự thống trị trên sân đất nện. Anh đánh bại Djokovic trên con đường giành chức vô địch ở vòng tứ kết Rome Masters. Tương tự như vậy, Nadal cũng đánh bại Djokovic ở vòng bán kết Giải quần vợt Pháp Mở rộng một tháng sau đó, trong lần vào bán kết Grand Slam đầu tiên của Djokovic. Sau đó, họ gặp nhau lần đầu tiên trên mặt sân cỏ ở vòng bán kết Wimbledon. Sau khi kết thúc hai set đấu đầu tiên với phần thắng chia đều cho cả hai, Djokovic đã bỏ cuộc do chấn thương ở chân.
Tại giải Canada Masters, Djokovic có chiến thắng thứ hai trước Nadal, đánh bại tay vợt người Tây Ban Nha ở vòng bán kết trên con đường giành danh hiệu Masters thứ hai trong sự nghiệp.
Cuộc chạm trán cuối cùng giữa hai tay vợt trong năm 2007 diễn ra ở vòng bảng Tennis Masters Cup, với chiến thắng thuộc về Nadal.

### 2008
Djokovic và Nadal gặp nhau sáu lần trong năm 2008, với Nadal giành chiến thắng bốn lần.
Djokovic đánh bại Nadal ở vòng bán kết tại giải Indian Wells Masters.
Nadal đánh bại Djokovic ở vòng bán kết Hamburg Masters. Trong lần gặp nhau thứ ba liên tiếp tại Giải quần vợt Pháp Mở rộng, Nadal đã có một chiến thắng áp đảo trước Djokovic ở vòng bán kết trên con đường giành danh hiệu Pháp Mở rộng thứ tư liên tiếp.
Tiếp theo, họ gặp nhau trong trận chung kết tại Queen's Club ở Luân Đôn, nơi Nadal vượt qua Djokovic với tỷ số 7–6, 7–6 để giành danh hiệu sân cỏ đầu tiên trong sự nghiệp.
Ở lần chạm trán thứ năm trong năm tại giải Cincinnati Masters, Djokovic đánh bại Nadal ở vòng bán kết.
Trận đấu thứ sáu và cũng là trận cuối cùng trong năm diễn ra ở vòng bán kết tại Thế vận hội Bắc Kinh. Nadal thắng trận và sau đó giành huy chương vàng, trong khi Djokovic kết thúc với tấm huy chương đồng.

### 2009
Cả hai gặp nhau bảy lần trong năm 2009. Nadal thắng bốn trận đầu tiên, trong khi Djokovic thắng ba trận cuối cùng.
Hai tay vợt đã gặp nhau nhiều lần trên sân đất nện và những trận đấu có sự góp mặt của họ đã trở thành điểm nhấn của mùa giải sân đất nện. Lần chạm trán đầu tiên và duy nhất cho đến nay tại Davis Cup diễn ra ở vòng một của Nhóm Thế giới, trong trận đấu thứ tư, trận đấu mà Nadal đã thắng để mang về chiến thắng chung cuộc cho Tây Ban Nha. Sau đó, họ gặp nhau lần đầu tiên trong một trận chung kết trên sân đất nện tại giải Monte Carlo Masters, với chiến thắng thuộc về Nadal trong một trận đấu ba set đầy kịch tính để qua đó giành chức vô địch Monte-Carlo thứ năm liên tiếp. Với vị trí số 3 thế giới đang bị đe dọa, Djokovic đã cố gắng bảo vệ danh hiệu tại Rome Masters. Tuy nhiên, anh đã để thua Nadal trong trận chung kết sau hai set.
Sau đó, họ gặp nhau lần thứ ba liên tiếp tại một giải Masters trên sân đất nện, ở vòng bán kết của giải Madrid Masters. Nadal đã giành chiến thắng trong một trận đấu đầy căng thẳng, khi anh đã cứu ba match point trong trận đấu. Trận đấu kéo dài 4 giờ 3 phút này là trận đấu đơn ba set dài nhất ở ATP Tour trong Kỷ nguyên Mở (sau đó bị vượt qua bởi trận bán kết Thế vận hội giữa Roger Federer và Juan Martín del Potro năm 2012). Trận đấu này được người hâm mộ và các nhà phê bình bình chọn là trận đấu hay nhất trong năm.
Trong US Open Series, Djokovic đã đánh bại Nadal lần đầu tiên trong năm tại Cincinnati Masters. Djokovic sau đó giành danh hiệu Masters đầu tiên trong năm, đánh bại Nadal ở vòng bán kết Paris Masters. Trận đấu cuối cùng trong năm giữa hai tay vợt diễn ra ở vòng bảng tại ATP World Tour Finals ở Luân Đôn. Djokovic đã giành chiến thắng trận đấu sau hai set.

### 2010
Hai tay vợt gặp nhau hai lần trong năm 2010, và Nadal giành chiến thắng cả hai trận.
Djokovic và Nadal lần đầu chạm trán nhau trong một trận chung kết Grand Slam tại Giải quần vợt Mỹ Mở rộng. Nadal giành chiến thắng trận đấu sau bốn set, qua đó trở thành tay vợt trẻ nhất trong Kỷ nguyên Mở hoàn thành Grand Slam sự nghiệp. Trận đấu này kéo dài 3 giờ 43 phút.
Lần đụng độ thứ hai diễn ra ở vòng bảng ATP World Tour Finals, nơi Nadal đánh bại Djokovic sau hai set.

### 2011
Cuộc cạnh tranh đã chuyển hướng có lợi cho Djokovic trong mùa giải này. Hai tay vợt gặp nhau sáu lần, tất cả đều ở trận chung kết, và Djokovic giành chiến thắng trong cả sáu lần chạm trán, bao gồm hai trận chung kết Grand Slam.
Trong lần đụng độ đầu tiên của năm tại Indian Wells Masters, Djokovic đang bất bại trong mùa giải và tiếp tục chuỗi trận thắng của mình sau khi đánh bại Nadal để giành danh hiệu Indian Wells thứ hai trong sự nghiệp.
Hai tuần sau, hai tay vợt gặp lại nhau trong chung kết Miami Masters, nơi Djokovic giành chiến thắng sau ba set.
Djokovic và Nadal đã đối đầu với nhau hai lần trong mùa giải sân đất nện. Trong trận chung kết Madrid Masters, Djokovic đã giành chiến thắng sau hai set để có lần đầu tiên đánh bại Nadal trên sân đất nện. Anh cũng làm được điều tương tự tại Rome Masters, đánh bại Nadal sau hai set.
Djokovic và Nadal gặp nhau trong trận chung kết thứ năm của mùa giải tại Wimbledon, có thể coi là cuộc đối đầu lớn nhất trong năm của họ. Sau 2 giờ 28 phút thi đấu, Djokovic đã vượt qua đương kim vô địch Nadal sau bốn set để giành danh hiệu Wimbledon đầu tiên trong sự nghiệp.
Hai tay vợt gặp lại nhau trong trận chung kết Grand Slam thứ hai liên tiếp tại Giải quần vợt Mỹ Mở rộng, một trận tái đấu của trận chung kết năm trước, khi Nadal đã giành chiến thắng. Djokovic đã giành danh hiệu Grand Slam thứ ba trong năm sau khi vượt qua Nadal một lần nữa sau bốn set.

### 2012
Hai tay vợt gặp nhau bốn lần, tất cả đều ở trận chung kết, với Nadal thắng ba trong bốn lần gặp và Djokovic chỉ thắng một lần, đó là trận chung kết Grand Slam.
Djokovic đã giành chiến thắng trong trận chung kết Giải quần vợt Úc Mở rộng 2012 sau một trận đấu kéo dài năm set đầy kịch tính với Nadal. Trận đấu kéo dài 5 giờ 53 phút, là trận chung kết Grand Slam dài nhất trong Kỷ nguyên Mở. Cuối trận, cả hai tay vợt đều kiệt sức đến mức không thể đứng lên nhận cúp. Nadal gọi đó là "trận thua lớn nhất trong sự nghiệp" và "trận đấu hay nhất mà anh từng chơi". Djokovic nói rằng đó là khoảnh khắc anh sẽ không bao giờ quên và coi đó là chiến thắng định hình sự nghiệp của mình.
Djokovic và Nadal gặp lại nhau trong trận chung kết Monte–Carlo Masters 2012. Lần này, Nadal giành chiến thắng lần thứ tám liên tiếp tại giải đấu sau khi đánh bại Djokovic sau hai set, chấm dứt chuỗi bảy trận thua liên tiếp trước Djokovic.
Cả hai lại gặp nhau trong trận chung kết Rome Masters 2012, nơi Nadal đánh bại đương kim vô địch Djokovic sau hai set để đăng quang chức vô địch giải đấu.
Trận đấu thứ tư trong năm diễn ra tại chung kết Giải quần vợt Pháp Mở rộng 2012. Đây là lần thứ hai trong lịch sử quần vợt (sau Serena và Venus Williams từ Giải quần vợt Pháp Mở rộng 2002 đến Giải quần vợt Úc Mở rộng 2003), có hai tay vợt đã đối đầu bốn trận chung kết Grand Slam liên tiếp với nhau. Đây là một trận đấu mang tầm lịch sử khi mà hoặc Nadal sẽ phá kỷ lục sáu chức vô địch Pháp Mở rộng của Björn Borg, hoặc Djokovic sẽ trở thành tay vợt nam đầu tiên kể từ Rod Laver năm 1969 giành bốn danh hiệu Grand Slam liên tiếp. Cuối cùng, Nadal đã giành chiến thắng sau ba trận thua liên tiếp trong các chung kết Grand Slam, một chiến thắng trong bốn set sau nhiều lần phải hoãn vì trời mưa buộc trận chung kết phải kết thúc vào chiều thứ Hai tuần sau đó. Với chiến thắng này, Nadal đã trở thành tay vợt nam giành nhiều danh hiệu Pháp Mở rộng nhất với bảy chức vô địch giải đấu.

### 2013
Hai tay vợt gặp nhau sáu lần, với mỗi người giành ba chiến thắng.
Djokovic và Nadal tranh tài trong trận chung kết Monte Carlo lần thứ ba, lần thứ mười hai trong mười ba lần gần nhất cả hai gặp nhau ở một trận chung kết. Djokovic đã đánh bại Nadal sau hai set để chấm dứt chuỗi tám năm liên tiếp thống trị giải đấu của Nadal.
Tại Giải quần vợt Pháp Mở rộng 2013, Nadal tham dự với tư cách là đương kim vô địch và được xếp cùng nhánh với Djokovic, do anh xếp loại hạt giống số ba. Nadal đã vô địch giải đấu sau khi đánh bại Djokovic ở vòng bán kết và David Ferrer trong trận chung kết. Trận bán kết giữa anh và Djokovic được coi là một trong những trận đấu hay nhất từng được diễn ra trên sân đất nện. Nadal đã hai lần giành được điểm break để vươn lên dẫn trước ở set bốn. Tuy nhiên, ở thế cùng đường Djokovic đã vươn lên mạnh mẽ, bằng những pha lên lưới hợp lý và anh hai lần đòi điểm break thành công và đưa set đấu bước vào loạt tie-break. Tại đây, Djokovic tiếp tục thi đấu tốt và giành chiến thắng cách biệt, buộc trận đấu phải kéo sang set thứ năm. Ở set quyết định, Nadal bị mất một break và để Djokovic dẫn trước 4–2. Tuy nhiên, bằng lối chơi bền bỉ, phát huy được những cú đánh thuận tay dọc sân sở trường, cuối cùng Nadal cũng được đền đáp với việc đòi điểm break thành công, san bằng điểm số 4–4 và cuối cùng giành chiến thắng 9–7 sau 4 giờ 37 phút thi đấu. Đây là một cuộc đối đầu độc đáo vì nó gần như là sự đối lập hoàn toàn so với trận chung kết Úc Mở rộng 2012 kéo dài gần sáu giờ, khi Djokovic dẫn trước Nadal 2–1 về số set và chỉ cách chiến thắng hai điểm trong set thứ tư, nhưng Nadal đã trở lại, thắng set thứ tư trong loạt tiebreak và dẫn trước một break trong set thứ năm. Cũng giống như ở Melbourne, tay vợt dẫn trước một break trong set cuối cùng đã mắc phải một sai lầm không đáng có (Nadal bỏ lỡ một cú đánh trái tay dễ dàng ở tỷ số 30–15, 4–2 trong set thứ năm ở Melbourne, trong khi Djokovic bị chạm lưới sau khi thực hiện một cú đánh mà lẽ ra đã là một cú thắng điểm ở tỷ số 4–3 trong set thứ năm ở Paris), điều này đã tạo ra một sự thay đổi đà giúp đối thủ bẻ lại break và cuối cùng giành chiến thắng. Nadal cho rằng đó gần như là "công lý thơ mộng" khi anh giành chiến thắng trong trận đấu này sau khi để thua trong trận đấu kinh điển ở Úc. Đây là lần thứ hai Nadal phải thi đấu đến năm set tại giải Pháp Mở rộng (lần đầu tiên là trong trận gặp John Isner ở vòng một Giải quần vợt Pháp Mở rộng 2011), và anh vẫn bất bại trong các trận đấu kéo dài năm set trên sân đất nện.
Djokovic và Nadal gặp lại nhau tại bán kết Montreal Masters, nơi Nadal giành chiến thắng trong ba set. Nadal sau đó đã vô địch giải đấu, qua đó giành danh hiệu ATP Masters thứ 25 trong sự nghiệp. Trận chung kết Giải quần vợt Mỹ Mở rộng chứng kiến trận đấu thứ ba giữa Nadal-Djokovic trong bốn năm, và Nadal đã giành chiến thắng sau bốn set. Trận đấu thể hiện tinh thần chiến đấu của Nadal, khi anh đã lội ngược dòng từ tỷ số 0–2 ở set đầu tiên, và từ 4–4, 0–40 khi đang cầm giao bóng. Anh đã giành chức vô địch khi đánh bại Djokovic lần thứ sáu trong bảy cuộc chạm trán gần nhất giữa hai tay vợt.
Hai tay vợt lại đối đầu nhau trong trận chung kết China Open, với Djokovic giành chiến thắng sau hai set; tuy nhiên, với việc tiến vào trận chung kết, Nadal đã lấy lại ngôi vị số 1 thế giới từ tay Djokovic. Họ lại gặp nhau trong trận chung kết ATP Finals, nơi Djokovic tiếp tục giành chiến thắng sau hai set, qua đó giành danh hiệu Finals thứ ba trong sự nghiệp và khiến Nadal chưa thể có được danh hiệu đầu tiên. Nadal kết thúc năm 2013 ở vị trí số 1 thế giới, trong khi Djokovic xếp thứ 2 thế giới, sau khi giành chiến thắng trong 24 trận liên tiếp kể từ khi thua Nadal ở trận chung kết Mỹ Mở rộng. Sự thống trị của hai tay vợt trong năm 2013 cũng được thể hiện rõ trong bảng xếp hạng cuối năm: tổng số điểm của cả hai là 25,290 điểm, nhiều hơn tổng điểm của các tay vợt xếp từ thứ 3 đến thứ 7 cộng lại.

### 2014
Trong năm 2014, hai tay vợt đã gặp nhau ba lần, tất cả đều ở trận chung kết, với Djokovic thắng trong hai lần gặp đầu tiên và Nadal thắng trong lần gặp cuối cùng. Djokovic bắt đầu bằng việc đánh bại Nadal trong trận chung kết Miami Open sau hai set, sau đó tiếp tục giành chiến thắng sau ba set trước Nadal ở Rome. Trong quá trình đó, anh đã có chuỗi bốn trận thắng liên tiếp trước tay vợt người Tây Ban Nha, và cũng trở thành tay vợt đầu tiên có bốn trận thắng trên mặt sân đất nện trước Nadal. Trận đấu cuối cùng giữa hai tay vợt trong năm diễn ra tại chung kết Giải quần vợt Pháp Mở rộng, nơi Nadal đã giành chiến thắng sau khi để thua set đầu tiên trước Djokovic.

### 2015
Trong năm 2015, hai tay vợt đã đối đầu với nhau bốn lần và Djokovic thắng cả bốn lần. Trận đấu đầu tiên diễn ra tại vòng bán kết Monte-Carlo Masters. Trận đấu diễn ra khá căng thẳng với Nadal, theo nhận định của chính anh, thể hiện màn trình diễn tốt nhất của mình trong mùa giải năm đó. Tuy nhiên, Djokovic, với phong độ rất cao, đã giành chiến thắng.
Sau đó, cả hai gặp nhau tại Giải quần vợt Pháp Mở rộng lần thứ tư liên tiếp, lần này là ở vòng tứ kết. Tại đây, Djokovic đánh bại Nadal sau ba set. Đây là chiến thắng đầu tiên của Djokovic trước Nadal sau bảy lần gặp nhau tại giải đấu, và Djokovic trở thành tay vợt duy nhất từng đánh bại Nadal ở cả bốn giải Grand Slam, là tay vợt đầu tiên đánh bại Nadal sau ba set trong một trận đấu thể thức năm set trên mặt sân đất nện, và là tay vợt duy nhất đánh bại Nadal sáu lần trên mặt sân đất nện. Đây cũng là lần thứ hai Nadal để thua tại Giải quần vợt Pháp Mở rộng, sau trận thua trước Robin Söderling ở giải đấu năm 2009.
Tiếp theo, Nadal đối đầu với Djokovic trong trận chung kết China Open, nơi anh lại để thua trước tay vợt người Serbia. Cả hai gặp nhau một lần nữa ở vòng bán kết ATP World Tour Finals, nơi Djokovic thắng sau hai set để có lần đầu tiên san bằng thành tích đối đầu với Nadal (23–23).

### 2016
Năm 2016, hai tay vợt gặp nhau ba lần với cả ba trận thắng đều thuộc về Djokovic. Trong trận chung kết Doha, Djokovic giành chiến thắng thuyết phục sau hai set để lần đầu tiên vượt lên dẫn trước trong thành tích đối đầu. Djokovic tiếp tục chiến thắng trong trận bán kết tại Indian Wells và ở tứ kết Rome Masters để nâng tỷ số lên thành 26–23 nghiêng về phía Djokovic với chuỗi bảy trận thắng liên tiếp trước Nadal.

### 2017
Một Nadal đang hồi sinh đã đánh bại Djokovic đang sa sút phong độ ở vòng bán kết Madrid Open, 6–2, 6–4, qua đó ngắt được chuỗi trận thua liên tiếp trước tay vợt người Serbia.

### 2018
Nadal đánh bại Djokovic ở vòng bán kết tại giải Internazionali d'Italia 7–6, 6–3 trong trận đấu đầu tiên giữa hai tay vợt sau hơn một năm.
Một Djokovic đang hồi sinh đã đánh bại Nadal trong trận bán kết đầy kịch tính tại Wimbledon sau năm set kéo dài trong hai ngày với tổng thời gian hơn năm giờ.

### 2019
Nadal và Djokovic đối đầu với nhau trong trận chung kết Giải quần vợt Úc Mở rộng với Djokovic giành chiến thắng áp đảo 6–3, 6–2, 6–3 trong hai giờ bốn phút.
Nadal giành danh hiệu Internazionali BNL d'Italia thứ chín trong sự nghiệp sau khi vượt qua Djokovic tại Foro Italico với tỷ số 6–0, 4–6, 6-1 trong 2 giờ 25 phút. Nadal cũng phá vỡ thế cân bằng khi đó với Djokovic khi giành được danh hiệu ATP Masters thứ 34.

### 2020
Cả hai gặp nhau trong trận chung kết ATP Cup, trận đấu thứ hai giữa hai tay vợt ở một giải đấu đồng đội (lần đầu tiên là tại Davis Cup 2009). Djokovic đánh bại Nadal 6–2, 7–6.
Với tư cách là hai hạt giống hàng đầu tại Giải quần vợt Pháp Mở rộng, cả hai gặp nhau trong trận chung kết. Nadal đã giành chiến thắng áp đảo 6–0, 6–2, 7–5 để giành danh hiệu Grand Slam thứ 20 trong sự nghiệp.

### 2021
Nadal giành danh hiệu Internazionali BNL d'Italia thứ 10 trong sự nghiệp sau khi đánh bại Djokovic trong trận chung kết kéo dài ba set, 7–5, 1–6, 6–3.
Trong lần chạm trán thứ chín tại Roland Garros, Nadal và Djokovic gặp nhau ở vòng bán kết Giải quần vợt Pháp Mở rộng, trong một trận tái đấu của trận chung kết năm trước. Lần này, Djokovic đã đánh bại Nadal trong bốn set 3–6, 6–3, 7–6(7–4), 6–2. Đây là trận thắng thứ hai của anh trước Nadal tại Giải quần vợt Pháp Mở rộng và là trận thua thứ ba duy nhất của Nadal tại Roland Garros.

### 2022
Djokovic và Nadal gặp nhau tại Giải quần vợt Pháp Mở rộng lần thứ ba liên tiếp và là lần thứ mười tổng thể, ở vòng tứ kết. Trong một trận đấu kéo dài bốn giờ, Nadal đã giành chiến thắng sau bốn set với tỷ số 6–2, 4–6, 6–2, 7–6(7–4), trước khi có lần thứ 14 vô địch giải đấu. Đây là lần đầu tiên trong lịch sử quần vợt có hai tay vợt gặp nhau tại một giải đấu đến mười lần.

### 2024
Sau hơn hai năm không gặp nhau, hai tay vợt đã chạm trán nhau lần thứ 60 ở vòng hai Thế vận hội Paris 2024, tại cùng một địa điểm tổ chức Giải quần vợt Pháp Mở rộng. Djokovic (người sau đó giành huy chương vàng) đã giành chiến thắng 6–1, 6–4, trong lần chạm trán ở cấp độ chuyên nghiệp cuối cùng giữa hai tay vợt.

## Các trận đấu nổi tiếng

### Bán kết Hamburg Masters 2008
Trong trận đấu kinh điển đầu tiên giữa hai tay vợt, Nadal đã vượt qua Djokovic trong một "cuộc đua marathon" ở vòng bán kết Hamburg Masters 2008. Trận đấu kéo dài 3 giờ 3 phút. Đây là trận đấu thứ 10 giữa hai tay vợt, và là trận đầu tiên kéo dài đến set quyết định. Trận đấu diễn ra rất căng thẳng: Djokovic đã khởi đầu rất tốt khi nhanh chóng vượt lên dẫn trước 3–0 trong set đầu tiên, và có cơ hội vươn lên dẫn 4–0, nhưng Nadal đã gỡ lại 3–3 và sau đó vượt lên giành chiến thắng set 7–5. Game cuối cùng kéo dài hơn 15 phút và Nadal cần đến năm match point để giành chiến thắng, khi Djokovic đánh lỗi với một cú drop shot ở match point cuối. Trận đấu này là dấu hiệu cho những điều sẽ xảy ra đối với sự cạnh tranh, với những pha đánh bóng dồn dập từ baseline đầy căng thẳng.

### Bán kết Madrid Masters 2009
Vào thời điểm diễn ra Madrid Open 2009, Nadal được công nhận rộng rãi là bất khả chiến bại trên mặt sân đất nện, và Djokovic là một trong số ít tay vợt có thể thách thức sự thống trị của anh trên mặt sân này. Trận đấu mà Nadal suýt thua lần đầu tiên tại giải đấu này diễn ra vào tháng 5 năm 2009. Đây là trận đấu Masters dài nhất và là trận bán kết dài nhất trong lịch sử Kỷ nguyên Mở. Djokovic, xếp thứ 4 thế giới, đã giành chiến thắng set đầu với tỷ số 6–3. Tuy nhiên, tay vợt số 1 thế giới Nadal đã thể hiện được bản lĩnh khi anh cứu ba match point và cuối cùng giành chiến thắng sau ba set, kéo dài 4 giờ 3 phút, trong một trận đấu mà anh gọi là một trong những chiến thắng vĩ đại nhất trong sự nghiệp của mình. Trận đấu này đã được bình chọn là trận đấu hay nhất trong lịch sử giải Madrid Open vào năm 2022. Một số người coi đây là trận đấu ba set hay nhất từng diễn ra, và là một trong những trận đấu hay nhất trong lịch sử.
Trận đấu này vào thời điểm đó là trận đấu dài nhất trong lịch sử quần vợt nam ở Kỷ nguyên Mở với thể thức thi đấu ba set. Kỷ lục này sau đó bị phá bởi trận bán kết giữa Federer và del Potro tại Thế vận hội Luân Đôn 2012 với thời gian kéo dài 4 giờ 26 phút. Tuy nhiên, trận đấu này vẫn giữ kỷ lục là trận đấu ATP Masters dài nhất với thể thức ba set.

## Danh sách tất cả các trận đấu
Bao gồm kết quả vòng đấu chính ATP, ATP Cup, Davis Cup, và Grand Slam.
| Chú thích (2006–2008)         | Chú thích (2009–nay)        | Djokovic | Nadal |
| ----------------------------- | --------------------------- | -------- | ----- |
| Grand Slam                    | 7                           | 11       |       |
| Tennis Masters Cup            | ATP World Tour Finals       | 3        | 2     |
| ATP Masters Series            | ATP World Tour Masters 1000 | 16       | 13    |
| ATP International Series Gold | ATP World Tour 500          | 2        | 0     |
| ATP International Series      | ATP World Tour 250          | 1        | 1     |
| Davis Cup                     | 0                           | 1        |       |
| ATP Cup                       | 1                           | 0        |       |
| Thế vận hội                   | 1                           | 1        |       |
| Tổng số                       | Tổng số                     | 31       | 29    |

### Đơn (60)
Djokovic 31 – Nadal 29
| Số | Năm  | Giải đấu                         | Thể loại    | Mặt sân          | Vòng                     | Người thắng trận | Tỷ số                          | Thời gian | Set | Djokovic | Nadal |
| -- | ---- | -------------------------------- | ----------- | ---------------- | ------------------------ | ---------------- | ------------------------------ | --------- | --- | -------- | ----- |
| 1  | 2006 | Giải quần vợt Pháp Mở rộng       | Grand Slam  | Đất nện          | Tứ kết                   | Nadal            | 6–4, 6–4, 0–0 (bỏ cuộc)        | 1:54      | 3/5 | 0        | 1     |
| 2  | 2007 | Indian Wells Masters             | Masters     | Cứng             | Chung kết                | Nadal            | 6–2, 7–5                       | 1:34      | 2/3 | 0        | 2     |
| 3  | 2007 | Miami Open                       | Masters     | Cứng             | Tứ kết                   | Djokovic         | 6–3, 6–4                       | 1:37      | 2/3 | 1        | 2     |
| 4  | 2007 | Internazionali BNL d'Italia      | Masters     | Đất nện          | Tứ kết                   | Nadal            | 6–2, 6–3                       | 1:41      | 2/3 | 1        | 3     |
| 5  | 2007 | Giải quần vợt Pháp Mở rộng       | Grand Slam  | Đất nện          | Bán kết                  | Nadal            | 7–5, 6–4, 6–2                  | 2:28      | 3/5 | 1        | 4     |
| 6  | 2007 | Wimbledon                        | Grand Slam  | Cỏ               | Bán kết                  | Nadal            | 3–6, 6–1, 4–1 (bỏ cuộc)        | 1:41      | 3/5 | 1        | 5     |
| 7  | 2007 | Giải quần vợt Canada Mở rộng     | Masters     | Cứng             | Bán kết                  | Djokovic         | 7–5, 6–3                       | 1:51      | 2/3 | 2        | 5     |
| 8  | 2007 | Tennis Masters Cup               | Tour Finals | Cứng (trong nhà) | Vòng bảng                | Nadal            | 6–4, 6–4                       | 1:44      | 2/3 | 2        | 6     |
| 9  | 2008 | Indian Wells Masters             | Masters     | Cứng             | Bán kết                  | Djokovic         | 6–3, 6–2                       | 1:28      | 2/3 | 3        | 6     |
| 10 | 2008 | Hamburg Masters                  | Masters     | Đất nện          | Bán kết                  | Nadal            | 7–5, 2–6, 6–2                  | 3:03      | 3/3 | 3        | 7     |
| 11 | 2008 | Giải quần vợt Pháp Mở rộng       | Grand Slam  | Đất nện          | Bán kết                  | Nadal            | 6–4, 6–2, 7–6(7–3)             | 2:49      | 3/5 | 3        | 8     |
| 12 | 2008 | Queen's Club                     | 250         | Cỏ               | Chung kết                | Nadal            | 7–6(8–6), 7–5                  | 2:16      | 2/3 | 3        | 9     |
| 13 | 2008 | Cincinnati Masters               | Masters     | Cứng             | Bán kết                  | Djokovic         | 6–1, 7–5                       | 1:26      | 2/3 | 4        | 9     |
| 14 | 2008 | Thế vận hội Mùa hè               | Thế vận hội | Cứng             | Bán kết                  | Nadal            | 6–4, 1–6, 6–4                  | 2:10      | 3/3 | 4        | 10    |
| 15 | 2009 | Davis Cup                        | Đồng đội    | Đất nện          | Vòng 1                   | Nadal            | 6–4, 6–4, 6–1                  | 2:28      | 3/5 | 4        | 11    |
| 16 | 2009 | Monte-Carlo Masters              | Masters     | Đất nện          | Chung kết                | Nadal            | 6–3, 2–6, 6–1                  | 2:43      | 3/3 | 4        | 12    |
| 17 | 2009 | Internazionali BNL d'Italia      | Masters     | Đất nện          | Chung kết                | Nadal            | 7–6(7–2), 6–2                  | 2:03      | 2/3 | 4        | 13    |
| 18 | 2009 | Madrid Open                      | Masters     | Đất nện          | Bán kết                  | Nadal            | 3–6, 7–6(7–5), 7–6(11–9)       | 4:03      | 3/3 | 4        | 14    |
| 19 | 2009 | Cincinnati Masters               | Masters     | Cứng             | Bán kết                  | Djokovic         | 6–1, 6–4                       | 1:32      | 2/3 | 5        | 14    |
| 20 | 2009 | Paris Masters                    | Masters     | Cứng (trong nhà) | Bán kết                  | Djokovic         | 6–2, 6–3                       | 1:17      | 2/3 | 6        | 14    |
| 21 | 2009 | ATP World Tour Finals            | Tour Finals | Cứng (trong nhà) | Vòng bảng                | Djokovic         | 7–6(7–5), 6–3                  | 1:58      | 2/3 | 7        | 14    |
| 22 | 2010 | Giải quần vợt Mỹ Mở rộng         | Grand Slam  | Cứng             | Chung kết                | Nadal            | 6–4, 5–7, 6–4, 6–2             | 3:43      | 4/5 | 7        | 15    |
| 23 | 2010 | ATP World Tour Finals            | Tour Finals | Cứng (trong nhà) | Vòng bảng                | Nadal            | 7–5, 6–2                       | 1:52      | 2/3 | 7        | 16    |
| 24 | 2011 | Indian Wells Masters             | Masters     | Cứng             | Chung kết                | Djokovic         | 4–6, 6–3, 6–2                  | 2:25      | 3/3 | 8        | 16    |
| 25 | 2011 | Miami Open                       | Masters     | Cứng             | Chung kết                | Djokovic         | 4–6, 6–3, 7–6(7–4)             | 3:21      | 3/3 | 9        | 16    |
| 26 | 2011 | Madrid Open                      | Masters     | Đất nện          | Chung kết                | Djokovic         | 7–5, 6–4                       | 2:17      | 2/3 | 10       | 16    |
| 27 | 2011 | Internazionali BNL d'Italia      | Masters     | Đất nện          | Chung kết                | Djokovic         | 6–4, 6–4                       | 2:12      | 2/3 | 11       | 16    |
| 28 | 2011 | Wimbledon                        | Grand Slam  | Cỏ               | Chung kết                | Djokovic         | 6–4, 6–1, 1–6, 6–3             | 2:28      | 4/5 | 12       | 16    |
| 29 | 2011 | Giải quần vợt Mỹ Mở rộng         | Grand Slam  | Cứng             | Chung kết                | Djokovic         | 6–2, 6–4, 6–7(3–7), 6–1        | 4:10      | 4/5 | 13       | 16    |
| 30 | 2012 | Giải quần vợt Úc Mở rộng         | Grand Slam  | Cứng             | Chung kết                | Djokovic         | 5–7, 6–4, 6–2, 6–7(5–7), 7–5   | 5:53      | 5/5 | 14       | 16    |
| 31 | 2012 | Monte-Carlo Masters              | Masters     | Đất nện          | Chung kết                | Nadal            | 6–3, 6–1                       | 1:18      | 2/3 | 14       | 17    |
| 32 | 2012 | Internazionali BNL d'Italia      | Masters     | Đất nện          | Chung kết                | Nadal            | 7–5, 6–3                       | 2:20      | 2/3 | 14       | 18    |
| 33 | 2012 | Giải quần vợt Pháp Mở rộng       | Grand Slam  | Đất nện          | Chung kết                | Nadal            | 6–4, 6–3, 2–6, 7–5             | 3:49      | 4/5 | 14       | 19    |
| 34 | 2013 | Monte-Carlo Masters              | Masters     | Đất nện          | Chung kết                | Djokovic         | 6–2, 7–6(7–1)                  | 1:52      | 2/3 | 15       | 19    |
| 35 | 2013 | Giải quần vợt Pháp Mở rộng       | Grand Slam  | Đất nện          | Bán kết                  | Nadal            | 6–4, 3–6, 6–1, 6–7(3–7), 9–7   | 4:37      | 5/5 | 15       | 20    |
| 36 | 2013 | Giải quần vợt Canada Mở rộng     | Masters     | Cứng             | Bán kết                  | Nadal            | 6–4, 3–6, 7–6(7–2)             | 2:28      | 3/3 | 15       | 21    |
| 37 | 2013 | Giải quần vợt Mỹ Mở rộng         | Grand Slam  | Cứng             | Chung kết                | Nadal            | 6–2, 3–6, 6–4, 6–1             | 3:21      | 4/5 | 15       | 22    |
| 38 | 2013 | Giải quần vợt Trung Quốc Mở rộng | 500         | Cứng             | Chung kết                | Djokovic         | 6–3, 6–4                       | 1:27      | 2/3 | 16       | 22    |
| 39 | 2013 | ATP World Tour Finals            | Tour Finals | Cứng (trong nhà) | Chung kết                | Djokovic         | 6–3, 6–4                       | 1:36      | 2/3 | 17       | 22    |
| 40 | 2014 | Miami Open                       | Masters     | Cứng             | Chung kết                | Djokovic         | 6–3, 6–3                       | 1:23      | 2/3 | 18       | 22    |
| 41 | 2014 | Internazionali BNL d'Italia      | Masters     | Đất nện          | Chung kết                | Djokovic         | 4–6, 6–3, 6–3                  | 2:19      | 3/3 | 19       | 22    |
| 42 | 2014 | Giải quần vợt Pháp Mở rộng       | Grand Slam  | Đất nện          | Chung kết                | Nadal            | 3–6, 7–5, 6–2, 6–4             | 3:31      | 4/5 | 19       | 23    |
| 43 | 2015 | Monte-Carlo Masters              | Masters     | Đất nện          | Bán kết                  | Djokovic         | 6–3, 6–3                       | 1:37      | 2/3 | 20       | 23    |
| 44 | 2015 | Giải quần vợt Pháp Mở rộng       | Grand Slam  | Đất nện          | Tứ kết                   | Djokovic         | 7–5, 6–3, 6–1                  | 2:27      | 3/5 | 21       | 23    |
| 45 | 2015 | Giải quần vợt Trung Quốc Mở rộng | 500         | Cứng             | Chung kết                | Djokovic         | 6–2, 6–2                       | 1:30      | 2/3 | 22       | 23    |
| 46 | 2015 | ATP World Tour Finals            | Tour Finals | Cứng (trong nhà) | Bán kết                  | Djokovic         | 6–3, 6–3                       | 1:19      | 2/3 | 23       | 23    |
| 47 | 2016 | Qatar Open                       | 250         | Cứng             | Chung kết                | Djokovic         | 6–1, 6–2                       | 1:13      | 2/3 | 24       | 23    |
| 48 | 2016 | Indian Wells Masters             | Masters     | Cứng             | Bán kết                  | Djokovic         | 7–6(7–5), 6–2                  | 1:58      | 2/3 | 25       | 23    |
| 49 | 2016 | Internazionali BNL d'Italia      | Masters     | Đất nện          | Tứ kết                   | Djokovic         | 7–5, 7–6(7–4)                  | 2:25      | 2/3 | 26       | 23    |
| 50 | 2017 | Madrid Open                      | Masters     | Đất nện          | Bán kết                  | Nadal            | 6–2, 6–4                       | 1:39      | 2/3 | 26       | 24    |
| 51 | 2018 | Internazionali BNL d'Italia      | Masters     | Đất nện          | Bán kết                  | Nadal            | 7–6(7–4), 6–3                  | 1:56      | 2/3 | 26       | 25    |
| 52 | 2018 | Wimbledon                        | Grand Slam  | Cỏ               | Bán kết                  | Djokovic         | 6–4, 3–6, 7–6(11–9), 3–6, 10–8 | 5:15      | 5/5 | 27       | 25    |
| 53 | 2019 | Giải quần vợt Úc Mở rộng         | Grand Slam  | Cứng             | Chung kết                | Djokovic         | 6–3, 6–2, 6–3                  | 2:04      | 3/5 | 28       | 25    |
| 54 | 2019 | Internazionali BNL d'Italia      | Masters     | Đất nện          | Chung kết                | Nadal            | 6–0, 4–6, 6–1                  | 2:29      | 3/3 | 28       | 26    |
| 55 | 2020 | ATP Cup                          | Đồng đội    | Cứng             | Chung kết – Trận đấu đơn | Djokovic         | 6–2, 7–6(7–4)                  | 1:55      | 2/3 | 29       | 26    |
| 56 | 2020 | Giải quần vợt Pháp Mở rộng       | Grand Slam  | Đất nện          | Chung kết                | Nadal            | 6–0, 6–2, 7–5                  | 2:41      | 3/5 | 29       | 27    |
| 57 | 2021 | Internazionali BNL d'Italia      | Masters     | Đất nện          | Chung kết                | Nadal            | 7–5, 1–6, 6–3                  | 2:49      | 3/3 | 29       | 28    |
| 58 | 2021 | Giải quần vợt Pháp Mở rộng       | Grand Slam  | Đất nện          | Bán kết                  | Djokovic         | 3–6, 6–3, 7–6(7–4), 6–2        | 4:11      | 4/5 | 30       | 28    |
| 59 | 2022 | Giải quần vợt Pháp Mở rộng       | Grand Slam  | Đất nện          | Tứ kết                   | Nadal            | 6–2, 4–6, 6–2, 7–6(7–4)        | 4:12      | 4/5 | 30       | 29    |
| 60 | 2024 | Thế vận hội Mùa hè               | Thế vận hội | Đất nện          | Vòng 2                   | Djokovic         | 6–1, 6–4                       | 1:43      | 2/3 | 31       | 29    |

### Đôi
Djokovic–Nadal (0–2)
| Số | Năm  | Giải đấu                     | Thể loại | Mặt sân | Vòng    | Người thắng trận | Tỷ số         | Đối thủ             | Djokovic | Nadal |
| -- | ---- | ---------------------------- | -------- | ------- | ------- | ---------------- | ------------- | ------------------- | -------- | ----- |
| 1  | 2009 | Giải quần vợt Canada Mở rộng | Masters  | Cứng    | 1/32    | Nadal/Roig       | 7–5, 6–4      | Djokovic/Vemić      | 0        | 1     |
| 2  | 2015 | Qatar Open                   | 250      | Cứng    | Bán kết | Nadal/Mónaco     | 7–6(7–3), 6–1 | Djokovic/Krajinović | 0        | 2     |

Cùng một đội (0–1)
| Số | Năm  | Giải đấu                     | Thể loại | Mặt sân | Vòng | Đội            | Tỷ số            | Đối thủ         | Thắng | Thua |
| -- | ---- | ---------------------------- | -------- | ------- | ---- | -------------- | ---------------- | --------------- | ----- | ---- |
| 1  | 2010 | Giải quần vợt Canada Mở rộng | Masters  | Cứng    | 1/32 | Djokovic/Nadal | 7–5, 3–6, [8–10] | Pospisil/Raonic | 0     | 1    |

### Các trận đấu giao hữu
Vào ngày 21 tháng 3 năm 2011 tại Bogotá, Nadal đánh bại Djokovic trong trận đấu giao hữu đầu tiên giữa hai tay vợt và là trận đấu có tầm cỡ cao nhất từng được tổ chức ở Colombia. Một trận giao hữu thứ hai, với số tiền thu được sẽ ủng hộ quỹ từ thiện do Nadal và câu lạc bộ bóng đá Real Madrid điều hành, đã được lên kế hoạch vào ngày 14 tháng 7 năm 2012 tại Sân vận động Santiago Bernabéu của Real Madrid, nhưng đã bị hủy vì chấn thương của Nadal.
Djokovic—Nadal (4–3)
| Số | Năm  | Giải đấu     | Mặt sân          | Vòng     | Người thắng trận | Tỷ số            | Djokovic | Nadal |
| -- | ---- | ------------ | ---------------- | -------- | ---------------- | ---------------- | -------- | ----- |
| 1  | 2011 | Bogotá       | Cứng (trong nhà) | Giao hữu | Nadal            | 7–6(7–5), 6–3    | 0        | 1     |
| 2  | 2013 | Santiago     | Cứng (trong nhà) | Giao hữu | Djokovic         | 7–6(7–3), 6–4    | 1        | 1     |
| 3  | 2013 | Buenos Aires | Cứng             | Giao hữu | Nadal            | 6–4, 7–5         | 1        | 2     |
| 4  | 2015 | Băng Cốc     | Cứng (trong nhà) | Giao hữu | Djokovic         | 6–4, 6–2         | 2        | 2     |
| 5  | 2016 | Milan        | Cứng (trong nhà) | Giao hữu | Djokovic         | 6–4, 6–4         | 3        | 2     |
| 6  | 2019 | Nur-Sultan   | Cứng (trong nhà) | Giao hữu | Nadal            | 6–3, 3–6, [11–9] | 3        | 3     |
| 7  | 2024 | Riyadh       | Cứng (trong nhà) | Giao hữu | Djokovic         | 6–2, 7–6(7–5)    | 4        | 3     |